# ISO 3166-2:KP
ISO 3166-2:KP은 지리 식별 부호(geocode)를 정의하는 ISO 표준인 ISO 3166-2의 일부이며, 조선민주주의인민공화국에 적용된다. 11개의 행정 구역이 하부 부호를 할당받았다.

## 식별 부호
| 코드  | 행정 구역  |
| ----- | ---------- |
| KP-01 | 평양직할시 |
| KP-13 | 라선특별시 |
| KP-02 | 평안남도   |
| KP-03 | 평안북도   |
| KP-04 | 자강도     |
| KP-05 | 황해남도   |
| KP-06 | 황해북도   |
| KP-07 | 강원도     |
| KP-08 | 함경남도   |
| KP-09 | 함경북도   |
| KP-10 | 량강도     |